# Fando y Lis
Fando y Lis (deutscher Titel: Fando und Lis) ist das Spielfilmdebüt des chilenischen Filmregisseurs Alejandro Jodorowsky. Die surreale Handlung stützt sich lose auf ein Theaterstück von Fernando Arrabal, das dem absurden Theater zuzuordnen ist. Der Film sorgte bei seinem Erscheinen 1968 für einen Skandal im Produktionsland Mexiko.

## Handlung
Die Handlung begleitet das junge Paar Fando und Lis auf ihrer Suche nach der verheißungsvollen Stadt Tar. Lis ist querschnittgelähmt und wird von ihrem leicht vertrottelten Freund auf einem Karren durch eine postapokalyptische Welt geschoben. Dabei begegnen sie allerlei grotesken Gestalten und entfremden sich immer mehr voneinander und von sich selbst.
Ihre Geschichte wird von einem Erzähler aus dem Off kommentiert und lässt sich in vier Akte (im Film als Canto – Gesang bezeichnet) untergliedern.

## Produktion
Bevor er an den Dreh eines Films dachte, hatte Jodorowsky in seiner Wahlheimat Frankreich bereits mehrere Bühnenstücke inszeniert. Eines davon war die surreal-absurde Erzählung Fando et Lis des spanisch-französischen Autors Fernando Arrabal. Nach nur einem Jahr musste die Produktion aus finanziellen Gründen eingestellt werden und Jodorowsky begann mit der Planung einer Verfilmung.
Die Dreharbeiten fanden großteils ohne Genehmigung zwischen Juli und Dezember 1967 in Mexiko statt. Zu den Drehorten gehörten die Ruinen einer Nervenheilanstalt, ein Friedhof und ein verlassenes Bergwerk. Gedreht wurde ausschließlich an Wochenenden und mit einer bunt zusammengewürfelten Besetzung, darunter zahlreiche Laiendarsteller wie Jodorowskys damalige Frau, ein Arzt und eine Gruppe Transvestiten. Die Dialoge basieren auf Jodorowskys Erinnerungen an seine Theaterinszenierung und bedurften keines eigenen Drehbuchs.
Nach Ende der Dreharbeiten kam Samuel Rosemberg, der Jodorowsky als Regieassistent gedient hatte, auf tragische Weise ums Leben, woraufhin dessen Vater sich rückwirkend mit 100.000 Dollar an der Produktion beteiligte. Insgesamt war der Film mit Kosten von rund 300.000 Dollar für das Produktionsteam unerwartet kostspielig, so wurde etwa eine von einem Restaurator bereitgestellte Puppensammlung während einer Szene mit Tusche ruiniert und musste ersetzt werden. Der Film ist Samuel Rosemberg gewidmet.

## Interpretation
Im Jahr 1965 hatte Jodorowsky in Paris mit dem Künstlerkollektiv Panique für Furore gesorgt, als er eine einmalige Aufführung namens Sacramental Melodrama inszeniert hatte. Dabei war es auf der Bühne zu einem Exzess gekommen, der unter anderem die Zurschaustellung nackter Haut und das Schlachten von Hühnern beinhaltete. Jodorowsky fasste diese Aktion wie folgt zusammen: „Kunst braucht keine Philosophen. Kunst muss nur von Seele zu Seele sprechen. Das ist, was ich glaube. Das ist Panique.“ Die Einflüsse dieses Spektakels sind in seinem Spielfilmdebüt deutlich spürbar. Typisch für Jodorowskys Werk strotzt dieses geradezu vor Symbolik. Wesentliche Motive, die sich durch den gesamten Film ziehen, sind Liebe, Religion und Tod. Fando und Lis, die versuchen, sich in einer kaputten Welt zurechtzufinden, strahlen laut Jodorowsky „kindliche Reinheit in einer sadomasochistischen Welt“ aus. „Andererseits beschreibt Fando y Lis auch das Zusammenleben eines Paares, eines Mannes und einer Frau. Eine neurotische Beziehung, Sadomasochismus... und Abhängigkeit.“
Der Verfasser des Bühnenstücks, Fernando Arrabal, sagte über Jodorowskys Umsetzung Folgendes:

„Die Aufführung von Fando y Lis und der Film Fando y Lis, der dann folgte, sind mir ein absolutes Rätsel. Ich habe den Film nie verstanden und will ihn auch nicht verstehen. Ab dem Tag, an dem ich ihn verstehe, werde ich ihn nicht mehr so sehr lieben.“

## Rezeption
Der Film wurde zum Zeitpunkt seiner Veröffentlichung in Mexiko extrem kontrovers aufgenommen. Bei seiner ersten öffentlichen Aufführung im Rahmen der Filmfestspiele von Acapulco sorgte er 1968 für einen regelrechten Skandal. Speziell der lockere Umgang mit religiöser Thematik und dem Mutterbild sorgte im erzkatholischen Mexiko für heftigen Gegenwind. Das Publikum war so aufgebracht über das Gezeigte, dass man Jodorowsky und sein Team mit dem Tod bedrohte. Der Legende nach entkam der Regisseur dem wütenden Mob im Wagen seines Kollegen Roman Polański, der seinen Film Rosemaries Baby vorstellte.
In der Folge kam es sogar zur Anklage gegen Jodorowsky. Einer Verurteilung konnte der Filmemacher entgehen, indem er auf Anraten einer Kurzfilmgewerkschaft behauptete, es handle sich bei Fando y Lis um vier aneinander geschnittene Kurzfilme. Die Hauptdarsteller des Films Sergio Kleiner und Diana Mariscal diffamierten den Regisseur zusätzlich.
In der 1994 gedrehten Dokumentation La constellation Jodorowsky des französischen Filmemachers Louis Mouchet äußerte sich Jodorowsky folgendermaßen über sein Spielfilmdebüt:

„Ich habe Fando y Lis gerade erst wiedergesehen. Selbst 30 Jahre später bin ich immer noch beeindruckt davon, wie unerbittlich mein künstlerischer Schaffensdrang war. Fando y Lis ist reine Kunst ohne jedes Zugeständnis. Es war mir egal, wie das Publikum reagieren würde, ob es schockiert sein würde, oder gelangweilt... Auch mit dem ganzen technischen Kram habe ich mich nicht befasst. Zum Beispiel um des Publikums Willen einen bestimmten Rhythmus für eine Szene zu finden. Ich dachte bei der Arbeit nicht ans Publikum. Ich arbeitete rein instinktiv. Und dabei kam dieser Film heraus. Ich bin mit dem Film zufrieden. Er ist echt. Er ist genauso, wie ich ihn haben wollte. In Mexiko hatte aber niemand mit so einem Film gerechnet. Es war Mexiko, nicht Europa. Die Leute wollten mich wirklich und wahrhaftig umbringen! Ich musste in einem Auto versteckt vom Acapulco Film Festival fliehen, zusammengekauert im Fußraum, weil sie mich lynchen wollten.“

Zudem merkte er an:

„Ich habe diesen Film nicht mit meinem Verstand gedreht, sondern mit meinem Unterbewusstsein.“

Die amerikanische Dark-Metal-Band Agalloch nutzt ein Dialogexzerpt aus dem Film als Outro für den Track The Hawthorne Passage auf ihrem 2002 erschienenen Album The Mantle.

### Weitere Veröffentlichung
In den USA wurde Fando y Lis nach seiner Erstveröffentlichung an Cannon Films verkauft und lief 1970 in New York in einer Schnittfassung, die Jodorowsky jedoch nicht anerkannte. Danach galt der Film fast 30 Jahre lang als Jodorowskys „verlorenes Werk“. Nachdem er im 21. Jahrhundert wiederentdeckt und bei diversen Filmfestivals (u. a. Internationales Filmfestival Thessaloniki 2013) gezeigt worden war, erschien der Film 2014 erstmals mit deutschen Untertiteln auf DVD. In der DVD-Box Die Filme von Alejandro Jodorowsky ist neben seinem Kurzfilm Die Krawatte auch ein Audiokommentar des Regisseurs enthalten.

### Kritiken
Die ersten Kritiken in New York fielen äußerst negativ aus und verglichen den Film immer wieder mit Fellinis kurz zuvor erschienen – aber danach entstandenen – Satyricon. Heute genießt Fando y Lis einen gewissen Kultstatus und wird als eines der ersten Beispiele für die Ende der 1960er Jahre aufkommenden Midnight Movies angesehen.
In der Filmdatenbank IMDb erhält der Film eine durchschnittliche Bewertung von 7,1 von 10 Punkten. Die Website Rotten Tomatoes verzeichnet einen Score von 70 %, basierend auf zehn Kritikermeinungen.